# Eddie Wilson
Edward Adair Wilson (Redding, 14 agosto 1940) è un giocatore di football americano statunitense che ha militato nel ruolo di quarterback nell'American Football League (AFL).

## Carriera
Wilson fu scelto nel corso del terzo giro (19º assoluto) del Draft AFL 1962 dai Dallas Texans, i futuri Kansas City Chiefs. Fu anche selezionato dai Detroit Lions nel Draft NFL 1962 come 24º assoluto ma optò per firmare per i Texans. Nella sua stagione da rookie giocò 14 partite come riserva di Len Dawson, vincendo il campionato AFL. L'anno seguente disputò l'unica partita come titolare dei Chiefs. Chiuse la carriera nel 1965 con i Boston Patriots disputando una partita come titolare al posto di Babe Parilli.

## Palmarès
- Campionati AFL : 1

Dallas Texans: 1962